# Техеда, Приамо
Приамо Периклес Техеда Росарио (Príamo Pericles Tejeda Rosario) (20 апреля 1934 — 17 мая 2024) — первый католический епископ Бани (Доминиканская Республика).
Родился в Санто-Доминго 20 апреля 1934 года. Окончил факультет философии в колледже Св. Иеронима в Китченере, Онтарио, Канада, а также факультет теологии в Великой семинарии Лондона (Семинария Св. Петра) в Онтарио (Канада).
Рукоположен в священники 11 мая 1966 года монсеньором Октавио Антонио Берасом Рохасом в соборе Примада-де-Америка.
10 мая 1975 года папа Павел VI назначил его вспомогательным епископом Санто-Доминго и титулярным епископом Хильбы. Архиепископ Санто-Доминго кардинал Октавио Антонио Берас Рохас рукоположил его в епископы 13 июля того же года. Ему сослужили Уго Эдуардо Поланко Брито, коадъютор архиепископа Санто-Доминго, и Джеральд Эмметт Картер, епископ Лондона.
8 ноября 1986 года папа Иоанн Павел II буллой Spiritali Christifidelium создал епархию Бани и назначил его её первым епископом.
За время своего пастырского служения основал монастырь босых кармелитов Бани и Центр матери и ребёнка имени доктора Рафаэля А. Миранды в городе Санто-Доминго.
13 декабря 1997 года папа Иоанн Павел II принял его отставку по состоянию здоровья.
Последние годы жизни Приамо Техеда провёл на пенсии во дворце архиепископа Санто-Доминго. Там и умер 17 мая 2024 года.